# Overland train
Gli overland train ("treno terrestre", in inglese) o alaskan land train sono una serie di mezzi di trasporto costruiti in cinque versioni dalla LeTourneau negli anni cinquanta ed i primi anni sessanta del XX secolo. Progettati inizialmente per lo spostamento di merci sul terreno innevato, vennero in seguito impiegati in Alaska come mezzi di trasporto ad uso militare dall'esercito degli Stati Uniti. Uno di questi, il modello TC-497 Overland Train MkII, con i suoi oltre 204 metri di lunghezza detiene tuttora il primato mondiale per il più lungo veicolo su gomma mai costruito.

## VC-12 "Tournatrain"
Il primo overland train, il modello VC12 "Torunatrain" costruito in un unico esemplare, fu testato dalla LeTourneau nel febbraio del 1953. Consisteva in un convoglio composto di una motrice e di tre rimorchi per il carico, ognuno dei veicoli poggiava su due assi motorizzati per un totale di 16 ruote, tutte motrici. La motrice ospitava un gruppo elettrogeno, azionato da motore diesel Cummins VT-12 in grado di erogare 510 CV lordi, che alimentava i quattro motori elettrici posti uno per ogni veicolo. Dopo alcuni mesi di test, il costruttore decise di portare raddoppiare la lunghezza aggiungendo quattro rimorchi; per sostenere il maggiore fabbisogno di potenza fu installato sulla motrice un secondo motore diesel Cummins portando la potenza lorda totale a 1 000 CV. Nel febbraio del 1954, al termine dei lavori di aggiornamento, il treno era composto di otto veicoli per un totale di 32 ruote motrici ed aveva una capacità di carico di 140 tonnellate.
Il 15 aprile 1954 la compagnia effettuò una dimostrazione del mezzo ad una delegazione di ufficiali del TRADCOM, ovvero Transportation Corps Research and Development Command dell'Esercito degli Stati Uniti, per illustrare le potenzialità  del treno senza rotaie con trazione distribuita su più ruote come mezzo di trasporto logistico sui terreni innevati e ghiacciati.
Gli ufficiali ritennero valido il progetto, tuttavia non si concluse un accordo con l'Esercito e il "Tournatrain", i cui test continuarono fino al 1955, non fu acquistato.

## VC-22 "Sno-Freighter"
A causa della guerra fredda, nel 1954 i governi di Stati Uniti e Canada approvarono la costruzione congiunta di un complesso di stazioni radar al limite della zona artica, la Distant Early Warning Line (DEW Line) per intercettare un eventuale attacco da parte dell'Unione Sovietica. Il principale contractor per la costruzione delle reti di radar per il "blocco occidentale" era la Western Electric Co. che avrebbe realizzato la DEW Line. La compagnia "Alaskan Freight Lines, Inc." di Seattle aveva in atto una trattativa per il trasporto, per conto di Western Electric, di 500 tonnellate di materiale necessario alla costruzione delle stazioni radar. Il trasporto doveva attraversare l'Alaska ed il Canada occidentale, pertanto il 5 gennaio 1955 "Alaskan Freightr Lines" siglò un contratto con LeTourneau per la costruzione di mezzo in grado di trasportare 150 tonnellate di carico, affrontare salite, guadare corsi d'acqua profondi fino a 1,2 m e garantire il funzionamento a basse temperature (fino a −56 °C).
LeTourneau adempì all'incarico con la costruzione del modello VC-22 "Sno-Freighter" noto anche come Cross-Country Freighter, un treno composto di 65 unità con 24 ruote motrici azionate da altrettanti motori elettrici, alimentati dai due motori diesel Cummins NVH-12BI con una potenza lorda complessiva di 810 CV. La lunghezza totale del veicolo era di 274 piedi, ovvero 83,5 metri. Utilizzando componenti già impiegati su altri mezzi prodotti da LeTourneau, come ad esempio la trasmissione elettrica, fu possibile terminare l'assemblaggio del VC-22 il 17 febbraio successivo, dopo soli 43 giorni dalla commessa; la verniciatura fu realizzata entro la fine dello stesso mese. Lo "Sno-Freighter" ed i veicoli di appoggio furono le prime macchine a raggiungere via terra l'oceano artico.

## "Side-Dump Train"
Nell'ottobre del 1955 LeTourneau presentò un nuovo modello, il "Side-Dump Train", il cui nome (in inglese side-dump significa "scaricamento laterale") fa riferimento ai cassoni ribaltabili lateralmente per il trasporto di terra, materiali d'impiego o di risulta; tuttavia la compagnia non ha mai classificato il "Side-Dump Train" come un mezzo per il movimento terra.
Il treno era composto di tre veicoli, una motrice e due rimorchi, di tre assi ciascuno per un totale di 18 ruote tutte motrici ed azionate da motori elettrici.
Questi ultimi erano alimentati da un motore Cummins VT-12 da 610 CV lordi montato in testa alla motrice, che contrariamente ai modelli VC-12 e VC-22 aveva anch'essa capacità di carico e portava un cassone analogo a quello dei rimorchi. Il "Side-Dump Train" fu testato durante il 1956, ma non trovò nessun acquirente.

## Y-S1 "Army Sno-Train" (LCC1)
Il Corpo Trasporti dell'esercito degli Stati Uniti necessitava di un mezzo di trasporto in grado di trasportare il materiale necessario a rifornire le postazioni della DEW Line nella zona artica. Dopo aver assistito nel 1954 alle dimostrazioni del trattore TC-264 "Sno-Buggy", progettato per muoversi sulla neve grazie alle enormi ruote, e del primo "overland train" (il modello VC-12 "Tournatrain" del 1953), il TRADCOM concluse che la combinazione dei due sistemi poteva essere la soluzione al problema. LeTourneau costruì nel 1955 un nuovo treno, il modello Y-S1 "Army Sno-Train", composto da 4 veicoli compresa la motrice per un totale di sedici ruote. Queste ultime, dello stesso tipo utilizzato sulla TC-264 "Sno-Buggy", avevano un diametro di 10 piedi ed erano tutte motrici azionate ciascuna da un motore elettrico. Come nel "Side-Dump" costruito nello stesso anno, ad fornire potenza ai motori elettrici era un gruppo elettrogeno azionato dal motore diesel Cummins VT-12 da 600 HP lordi montato sul veicolo di testa; la capiacità di carico complessiva dell'Y-S1 era di 45 tonnellate. Dal gennaio 1956 iniziò la fase di test presso lo stabilimento di Longview terminata la quale viene consegnato al TRADCOM per ulteriori collaudi su terreno innevato ad Houghton, nel Michigan.
Il mezzo riceve, presso l'Esercito, la designazione militare LCC-1, sigla di Logistical Cargo Carrier.
Successivamente, il veicolo fu smontato e trasportato in Groenlandia, per essere impiegato per il trasporto dei rifornimenti nella zona polare. Il LCC-1 è ora dismesso.

## TC-497 "Overland Train MkII"
A differenza dei precedenti modelli il cui gruppo elettrogeno era azionato da motori diesel (sostanzialmente come nelle locomotive diesel-elettriche), l'Y-S1 è "turboelettrico": la potenza è cioè erogata da 4 turbine a gas Solar 10 MC da 1170 Hp ciascuna.